# Rick Rosner
Pour les articles homonymes, voir Rosner.
Richard "Rick" Rosner, né en 1941, est un producteur de télévision américain connu pour la création de l'émission de télévision Chips. Plus tard, Rosner a développé une télévision par satellite portable en partenariat avec DirecTV.
Il a été nommé lors des WGA Awards pour Jimmy Kimmel Live!.

## Filmographie et séries TV
- Chips (série télévisée)
- Jimmy Kimmel Live!
- The New Hollywood Squares
- Lottery! (série TV - 1983)